# 社頭鄉
社頭鄉（洪雅語：Tavocul）位於臺灣彰化縣東南部，八卦台地西側。產業上以織襪與芭樂較為知名，而在「家庭即工廠」的歷史背景之下，促使社頭鄉有「芭樂多、襪子多、董事長多」的順口溜，以及「襪子的故鄉」、「芭樂的寶地」等美譽。

## 歷史
據耆老相傳，在明末清初，漢人移居臺灣，稱番人聚落為「社」，「社頭」地名蓋因洪雅族大武郡社之頭首或頭人居住於此，以之得名。
清初世局動盪，盜賊四起，閩粵居民陸續徙台。1662年至1795年間，墾首施世榜、黃仕卿、鄧遜有等，逐次完成八堡圳、十五庄圳（今稱八堡二圳）、鴻門圳、大高圳等溝渠灌溉今社頭鄉轄域，漳州府之南靖、漳浦、詔安及潮州府饒平等縣居民大舉入墾，1736年至1795年間枋橋頭庄形成街肆，社頭庄成立於嘉慶年間，社頭轄域次第墾建成村庄。迨移民漸增，漢番爭地，平埔族群勢弱遂於1823年徒居埔里，其留原地者皆漢化。當時原住部落名為「大武郡社」。在經歷西班牙人、荷蘭人的登台足跡後，明末清初，漢人開始渡海來台，開墾這片美麗新天地。漢人習慣稱呼平埔族人聚集的部落為「社」；而「社頭」即代表當時這裡乃為大武郡社頭目首領居住之地，因此得名。

## 人口
根據彰化縣田中戶政事務所統計，2024年底社頭鄉戶數約1.4萬戶，人口約4.1萬人，鄉內人口最多與最少的村分別是廣興村與仁和村，2024年底兩村人口分別為5,018人與857人。姓氏分布上，社頭鄉以蕭姓為最大宗，由於早期常以相同血緣關係形成聚落，使彰化地區有「鹿港施一半，社頭蕭了了」的流傳。

## 政治

### 歷任首長
| 屆次 | 姓名     | 備註       |
| ---- | -------- | ---------- |
| 1    | 蕭得松   |            |
| 2    | 蕭如謙   |            |
| 3    | 蕭錫齡   |            |
| 4    | 蕭如謙   | 任內過世   |
| 4    | 劉翠濤   | 代理鄉長   |
| 5    | 蕭錫齡   |            |
| 6    | 蕭烿流   |            |
| 7    | 蕭烿流   |            |
| 8    | 蕭智弘   |            |
| 9    | 蕭錫顯   | 中國國民黨 |
| 10   | 蕭錫顯   | 中國國民黨 |
| 11   | 蕭景田   | 中國國民黨 |
| 12   | 蕭景田   | 中國國民黨 |
| 13   | 魏陳春惠 | 無黨籍     |
| 14   | 魏陳春惠 | 無黨籍     |
| 15   | 蕭如意   | 中國國民黨 |
| 16   | 蕭如意   | 中國國民黨 |
| 17   | 劉錦昌   | 民主進步黨 |
| 18   | 劉錦昌   | 民主進步黨 |
| 19   | 蕭浚二   | 中國國民黨 |

### 鄉政組織
社頭鄉公所是社頭鄉最高層級的地方行政機關，在中華民國政府架構中為鄉自治的行政機關，同時負責執行縣政府及中央機關委辦事項，社頭鄉的自治監督機關為彰化縣政府。鄉長由全體鄉民直接選舉產生，任期為四年，可連選連任一次。社頭鄉公所並置鄉政會議，為鄉政最高決策機構，在鄉長之下，設有6課4室等10個內部單位、4個附屬機關及1個鄉營事業。
社頭鄉民代表會是社頭鄉的最高民意機關，代表社頭鄉全體鄉民立法和監察鄉政。鄉民代表由公民直選選出，任期為四年，可連選連任。社頭鄉民代表會共有11位鄉民代表，分別為第一選區6席鄉民代表、第二選區2席鄉民代表、第三選區1席鄉民代表、第四選區2席鄉民代表，主席、副主席由11位鄉民代表互選產生。

### 行政區
| 村名   | 村長   | 辦公室              | 電話        |
| 社頭村 | 張育豪 | 員集路2段297號      | 04-8726901  |
| 廣興村 | 劉淑玲 | 建國路20號          | 0937-288750 |
| 張厝村 | 蕭成金 | 張厝一巷36弄15號    | 04-8720223  |
| 仁雅村 | 陳麗芳 | 社斗路一段331號     | 0912-789577 |
| 崙雅村 | 蔡正雄 | 民生路440巷1號      | 04-8738670  |
| 美雅村 | 蕭志鎰 | 民生路280號         | 0928-725093 |
| 里仁村 | 蕭錦時 | 民生路45號          | 04-8734115  |
| 舊社村 | 陳瑞良 | 忠義路588號         | 04-8738061  |
| 松竹村 | 張秀優 | 清水岩路187號       | 04-8733963  |
| 東興村 | 蕭武雄 | 東平巷13號          | 04-8732101  |
| 廣福村 | 謝文程 | 社石路825號         | 0921-409252 |
| 橋頭村 | 劉三合 | 圳尾巷1號之12       | 04-8721812  |
| 湳底村 | 謝勝文 | 湳底一巷476號       | 04-8710687  |
| 新厝村 | 劉培謙 | 新興巷44號          | 04-8722217  |
| 埤斗村 | 蕭詠隆 | 清興路25號          | 0928-788778 |
| 清水村 | 陳登葟 | 清興路73號          | 0923-355589 |
| 山湖村 | 劉秀蘭 | 清水岩路67號        | 04-8730776  |
| 朝興村 | 蕭家鏞 | 山腳路2段479巷2-1號 | 04-8737558  |
| 仁和村 | 蕭吉良 | 山腳路2段816號      | 04-8735423  |
| 泰安村 | 蕭益忠 | 石坑二巷10之7號     | 04-8725609  |
| 平和村 | 蕭成洽 | 山腳路3段147巷30號  | 04-8722202  |
| 龍井村 | 蕭秋長 | 水井巷3號           | 04-8736149  |
| 湳雅村 | 張傳亨 | 山腳路3段539號      | 04-8736201  |
| 協和村 | 劉聰波 | 後路巷19號          | 04-8736349  |

## 產業概況
- 農業：社頭除了優質水稻之外，素有「芭樂王國」之稱，本地出產之水晶芭樂、珍珠芭樂享譽全台，具高度品牌經濟價值，此外，荔枝、龍眼、鳳梨、白柚等水果，亦深受市場歡迎。
- 工業：自從二次大戰後，鄭氏父子(鄭學及其次子鄭天來)於社頭創立第一家「勝利織襪廠」開始，開啟社頭鄉成為「襪子的故鄉」序幕，1960年代社頭襪子佔全台七成，外銷成績亮麗，今日，隨著「織襪工業園區」的籌設，未來將再創更龐大的群聚效能，產業輝煌可期。
- 觀光休閒業：無煙囪工業─觀光休閒產業，是21世紀的黃金產業之一。社頭鄉在坐擁豐富歷史人文古蹟與生態的優勢條件下，已經奠定良好基礎。加上高鐵經過八卦台地所造成的特殊動感速度景觀，已經掀起來社頭半山腰喝咖啡、看高鐵的國民旅遊熱潮，未來發展潛力無窮。

- 金融機構：
  - 中華郵政社頭郵局：員集路二段195號
  - 中華郵政湳雅郵局：山腳路三段325號
  - 台中銀行社頭分行：員集路二段311號
  - 陽信銀行社頭分行：員集路二段257號
  - 社頭農會本部：社斗路一段360號
  - 社頭農會清水辦事處：清水村清水岩路12之2號
  - 社頭農會湳雅辦事處：龍井村山腳路三段322巷1號
  - 社頭農會橋頭辦事處：橋頭村媽祖廟街60號
- 連鎖超市：
  - 全聯福利中心社頭民生店：民生路702號
  - 全聯福利中心社頭中山店：中山路

## 教育

### 特殊教育
- 國立彰化特殊教育學校

### 國民中學
- 彰化縣立社頭國民中學

### 國民小學
- 彰化縣社頭鄉社頭國民小學
- 彰化縣社頭鄉清水國民小學
- 彰化縣社頭鄉崙雅國民小學
- 彰化縣社頭鄉湳雅國民小學
- 彰化縣社頭鄉朝興國民小學
- 彰化縣社頭鄉橋頭國民小學
- 彰化縣社頭鄉舊社國民小學

## 交通

### 鐵路
台灣高速鐵路穿越社頭鄉中部偏東，境內未有設置車站，距離社頭鄉最近的台灣高鐵車站為高鐵彰化站。
臺灣鐵路公司
- 縱貫線：社頭車站

### 公路
- 縣道137號
- 縣道139乙線
- 縣道141號：北往員林市、南至田中鎮。

## 旅遊
- 社頭鄉百年老茄苳樹
- 清水巖（創建於清雍正六年（1728年），與虎山巖、碧山巖合稱臺灣中部三大名巖，而清水岩寺又因地出泉水、風光明媚而有「清水春光」的美名。）
- 社頭三座媽祖廟：
  - 枋橋頭七十二庄天門宮
  - 崙仔庄天門宮
  - 舊社天門宮
- 社頭泰安宮：仁和村縣道137號旁的石頭公廟。
- 社頭蕭氏斗山祠：縣定古蹟，清興路19號
- 社頭蕭氏家廟芳遠堂: 歷史建築 社頭村草仔碑巷4號
- 社頭同仁社：歷史建築，社站路6號
- 社頭蕭氏鋤經堂（保有蕭慶熙於清光緒十七年（1891年）立的貢元匾額等古畫）
- 社頭月眉池劉氏古厝：歷史建築，山腳路3段632巷
- 社頭劉氏家廟芳山堂：歷史建築，水井巷23號
- 社頭張厝土地公廟 (永安宮)：歷史建築，大圳巷9號
- 社頭泰安岩：歷史建築，仁愛二路235巷臨16號
- 觀音峰登山步道
- 觀音山腰自行車道
- 清水岩森林遊樂區
- 古早味醬油（新和春漬物醬油工廠）
- 襪子工廠
- 清水岩童軍營地：山腳路一段268號
- 清水岩溫泉遊憩區：
- 協和彩繪牆：山腳路四段294巷
- 猴探井遊憩區：猴探井步道及天空之橋下方山谷屬社頭鄉
- 清水岩溫泉[6]

## 外部連結
- 社頭鄉公所 （页面存档备份，存于）
- 彰化縣社頭鄉公所的Facebook專頁
- 社頭鄉農會 （页面存档备份，存于）